# Gymnophaps solomonensis
La paloma montana de las Salomón o paloma montañés de salomón (Gymnophaps solomonensis)  es una especie de ave en la familia Columbidae. Es endémica de las  islas Salomón en el Océano Pacífico.
Su hábitat natural son los bosques montanos húmedos subtropicales o tropicales.